# Saint-Pierre-de-Clairac
Saint-Pierre-de-Clairac är en kommun i departementet Lot-et-Garonne i regionen Nouvelle-Aquitaine i sydvästra Frankrike. Kommunen ligger i kantonen Puymirol som tillhör arrondissementet Agen. År 2022 hade Saint-Pierre-de-Clairac 871 invånare.

## Befolkningsutveckling
Antalet invånare i kommunen Saint-Pierre-de-Clairac
| Referens: INSEE |